# 布米尔达斯
布米尔达斯（阿拉伯语：‎）位于阿尔及利亚北部地中海沿岸，是布米尔达斯省的首府。